# Keala O’Sullivan
Keala O’Sullivan, właśc. Rachel Kealaonapua O’Sullivan, po mężu Watson (ur. 3 listopada 1950 w Honolulu) – amerykańska skoczkini do wody, brązowa medalistka olimpijska z Meksyku.
Zawody w 1968 były jego jedynymi igrzyskami olimpijskimi. Zdobyła brąz w skokach z trampoliny trzymetrowej.